# 本田有花
本田 有花（ほんだ ゆか、1987年4月25日 - ）は、日本の女優。女性アイドルグループ「美少女クラブ31」の元メンバー。
埼玉県出身。オスカープロモーションに所属していた。

## 略歴
- 1997年、アルゴミュージカル『ロボ!笑ったね』に出演。その後も5年連続でアルゴミュージカルに出演し、2001年の『スタート!』、2002年の『誰もがリーダー 誰もがスター』では主役を演じた。
- 1999年に出演したミュージカル『ココ・スマイル』では主演のココ役を演じた。
- 2003年の全日本国民的美少女コンテストで音楽部門賞を受賞し、オスカープロモーションに所属した。

## 出演

### バラエティ
- GIRLS A GOGO!（テレビ朝日・BS朝日他）
- 青山ワンセグ開発（2012年、NHK）

### テレビドラマ
- 京都地検の女 第2シリーズ 第8話（2005年3月10日、テレビ朝日） - 矢部詠子 役
- 雨と夢のあとに（2005年、テレビ朝日） - 畑中星子 役
- どんまい! 第2・3話（2005年11月21日・28日、NHK総合） - 女子生徒 役
- あり得ない! 第3話（2010年1月27日、毎日放送）
- 10年先も君に恋して（2010年、NHK総合） - 早苗 役

### ラジオ
- digi-POP FOCUS 美少女クラブ31 REAL ACCESS（スターデジオ）

### 舞台
- アルゴミュージカル ロボ!笑ったね（1997年） - 万里 役
- アルゴミュージカル フラワー（1998年） - ティモ 役
- ファミリーミュージカル「ココ・スマイル」初演（1999年） - ココ 役
- ファミリーミュージカル「ココ・スマイル」再演（1999年） - ココ 役
- アルゴミュージカル フラワー メズーラの秘密（1999年） - ティモ 役
- アルゴミュージカル あんず 〜心の扉をあけて〜（2000年） - すみれ 役
- アルゴミュージカル スタート!（2001年） - あすか 役
- アルゴミュージカル 誰もがリーダー 誰もがスター（2002年） - あき 役
- ココ・スマイル ファミリーコンサート（2003年）
- 関ジャニ∞SUMMER SPECIAL 2006 もうひとつの“アナザー”第二部（2006年）
- ミュージカル「FAME」再演（2006年） - セリーナ・カッツ 役
- クロスセンス（2007年）
- アロッタファジャイナ第8回公演「1999.9年の夏休み」（2007年4月6日 - 10日） - ノリオ 役
- 人魚姫（2007年7月21日 - 29日）
- 劇団とっても便利ミュージカルcomplex（2007年12月 - 2008年1月）
- ハロルドとモード（2008年6月19日 - 29日）
- GIFT（2008年） - 里奈 役
- 風と共に去りぬ（2011年6月18日 - 7月10日） - キャサリン・オハラ 役
- 加トちゃん一座旗揚げ公演（2011年10月7日 - 26日） - おゆみ 役

### 映画
- 真夜中の少女たち（2006年8月） - 加藤真奈美 役

### インターネットドラマ
- 夢の扉（2006年1月 - 3月） - 静谷麻衣子 役